# Manja
Manja ist ein weiblicher Vorname.

## Herkunft und Bedeutung
Der Name kommt primär aus dem Dänischen und ist dort abgeleitet vom lateinischen Magna, „die Große“. Manja ist zudem eine russische Koseform des Namens Maria.

## Varianten
Nebenformen von Manja sind unter anderem „Mania“ und „Manjana“.

## Bekannte Namensträgerinnen
- Manja Behrens (1914–2003), deutsche Schauspielerin
- Manja Benak (* 1989), slowenische Fußballspielerin
- Manja Doering (* 1977), deutsche Schauspielerin und Synchronsprecherin
- Manja von Engelhardt (1895–1977), deutsch-baltische Malerin, Bildhauerin und Medailleurin
- Manja Göring (* 1955), deutsche Schauspielerin
- Manja Kowalski (* 1976), deutsche Ruderin; Olympiasiegerin 2000
- Manja Kuhl (* 1981), deutsche Schauspielerin
- Manja Marz (* 1981), deutsche Bioinformatikerin und Go-Spielerin
- Manja Mourier (1911–1991), dänische Artistin, Schauspielerin und Background-Sängerin
- Manja Pograjc (* 1994), slowenische Skispringerin
- Manja Präkels (* 1974), deutsche Schriftstellerin, Musikerin und Journalistin
- Manja Rogan (* 1995), slowenische Fußballnationalspielerin
- Manja Schaar (* 1979), deutsche Schauspielerin und Drehbuchautorin
- Manja Schochat (1880–1961), führende Zionistin
- Manja Schreiner (* 1978), deutsche Politikerin (CDU), von April 2023 bis April 2024 Senatorin für Mobilität, Verkehr, Klimaschutz und Umwelt des Landes Berlin
- Manja Schüle (* 1976), deutsche Politikerin (SPD), Ex-MdB, seit November 2019 Ministerin für Wissenschaft, Forschung und Kultur des Landes Brandenburg
- Manja Tzatschewa (1892–1960), bulgarisch-deutsche Schauspielerin

## Sonstiges
- Ein Roman von Anna Gmeyner trägt den Titel Manja.
- Manja ist auch der Name eines Haselnussriegels des Wiener Süßwarenherstellers Niemetz
- Manja ist der Familienname des deutschen Fußballspielers, -trainers und -funktionärs Karl-Heinz Manja (1922–2012)
- Manja ist der Familienname des deutschen Fußballspielers Kurt Manja (1920–1993)